# Carabus lopatini
Carabus lopatini es una especie de insecto adéfago del género Carabus, familia Carabidae. Fue descrita científicamente por A. Morawitz en 1886.
Habita en Rusia. Tienen cuerpo negro y son brillantes.